# Lederia schawalleri
Lederia schawalleri là một loài bọ cánh cứng trong họ Melandryidae. Loài này được Nikitsky miêu tả khoa học năm 1994.